# Frédéric-Antoine-Ulrich de Waldeck-Pyrmont
Frédéric-Antoine-Ulrich (27 novembre 1676 – 1er janvier 1728) est le premier prince de Waldeck-Pyrmont, de 1712 à sa mort.

## Biographie
Né à Waldeck, Frédéric-Antoine-Ulrich est le septième fils du comte Christian-Louis de Waldeck et de sa première femme Anne-Élisabeth de Rappoltstein, et le seul à survivre à l'enfance. Il succède à son père à la tête du comté de Waldeck à sa mort, le 12 décembre 1706.
Le 6 janvier 1712, il est élevé au rang de prince par l'empereur Charles VI, avec l'immédiateté. Sa lignée règne sur la principauté jusqu'en 1918.

## Mariage et descendance
Le 22 octobre 1700, Frédéric-Antoine-Ulrich se marie à Hanau avec Louise (bg) (1678-1753), fille du comte palatin Christian II de Birkenfeld-Bischweiler. Ils ont onze enfants :
- Christian-Philippe de Waldeck-Pyrmont (13 octobre 1701 – 17 mai 1728) ;
- Frédérique (10 novembre 1702 – 4 décembre 1713) ;
- Henriette (17 octobre 1703 – 29 août 1785) ;
- Charles-Auguste (24 septembre 1704 – 29 août 1763), prince de Waldeck-Pyrmont ;
- Ernestine Louise (6 novembre 1705 – 26 mai 1782), épouse en 1737 Frédéric de Birkenfeld-Gelnhausen , fils du comte palatin Jean de Birkenfeld-Gelnhausen (descendance) ;
- Louis (5 mai 1707 – 24 juillet 1739) ;
- Jean (9 juin 1708 – 30 novembre 1713) ;
- Sophie (4 janvier 1711 – 10 août 1775), épouse Friedrich August Vogelsang ;
- Françoise (19 mai 1712 – 6 janvier 1782) ;
- Louise (12 juin 1714 – 17 mars 1794) ;
- Joseph (14 août 1715 – 19 février 1719).